# Jiri Jaroch
Jiri Jaroch (født 23. september 1920 i Smilkov u Votic - død 30. december 1986 i Prag) var en tjekkisk komponist og lærer.
Jaroch blev uddannet på Prags Musikkonservatorium og Academy of Performing Arts. Han er mest kendt for sine tre symfonier, som skiller sig ud fra værker af samtidens andre tjekkiske komponister. Han har også komponeret orkesterværker og kammermusik, strygerkvartetter etc.

## Udvalgte værker
- Symfoni nr. 1 (1953-1956) - for orkester
- Symfoni nr. 2 (1960) - for orkester
- Symfoni nr. 3 ("Symfoni koncertante") (1968-1969) - for violin og orkester
- "Den gamle mand og havet" "(Symfonisk digtning)" (19?) - for orkester
- 2 strygerkvartetter